# Wersyfikacja
Wersyfikacja (fr. versification, łac. versificatio) jest to termin z zakresu teorii literatury mający dwa znaczenia.
1. Dział poetyki zajmujący się badaniem budowy wiersza, czyli jego formą, metryką wersów a także kompozycją wiersza, m.in. podziałem na strofy (strofika).
2. Zbiór reguł i technik tworzenia wierszy charakterystyczny dla danego artysty, nurtu literackiego lub epoki. W tym sensie używa się sformułowań rodzaju: wersyfikacja Leśmiana, wersyfikacja futurystów czy wersyfikacja klasyczna.
Wersyfikacja określa system wersyfikacyjny utworu.
Wersyfikacja w pierwszym znaczeniu, rozszerzona o aspekt ewolucyjny i komparatystyczny związany z drugim znaczeniem, jest nazywana również wersologią.
W Polsce nauka o wierszu stoi na wysokim poziomie z uwagi na liczbę piszących autorów i publikowanych prac, w tym pozycji książkowych. Do grona najwybitniejszych polskich wersologów należą Kazimierz Wóycicki, Jan Łoś, Maria Dłuska, Maria Renata Mayenowa, Kazimierz Nitsch, Stanisław Furmanik, Karol Wiktor Zawodziński, Julian Krzyżanowski, Kazimierz Budzyk, Zbigniew Siatkowski Edward Stankiewicz, Edward Balcerzan, Zdzisława Kopczyńska, Teresa Dobrzyńska, Aleksandra Okopień-Sławińska, Maria Grzędzielska, Lucylla Pszczołowska, Dorota Urbańska, Adam Kulawik, Cecylia Galilej i Arkadiusz Sylwester Mastalski. Metryką obcą zajmowali się Jerzy Kuryłowicz, Monika Opalińska, Jerzy Danielewicz, Katarzyna Lesiak, Paweł Siwiec, Stanisław Balbus, Jacek Baluch, Robert Stiller i Stanisław Barańczak. Wersyfikacją porównawczą polsko-słoweńską zajmował się Tone Pretnar.
Duży wkład do światowej wersologii wnieśli uczeni rosyjscy (formaliści): Wiktor Żyrmuński, Borys Tomaszewski, Osip Brik, Jurij Łotman i Roman Jakobson, jak również badacze czescy Josef Král, Jan Mukařovský, Josef Hrabák, Miroslav Červenka, Květa Sgallová i Lukáš Neumann.